# Rob Ashford
Rob Ashford (Orlando, 19 novembre 1959) è un regista teatrale e coreografo statunitense.
Durante la sua carriera ha vinto molti prestigiosi premi in campo teatrale e televisivo tra cui un Emmy, un Tony Award, un Laurence Olivier Award e un Drama Desk Award.

## Biografia
Dopo aver studiato danza, debuttò a Broadway nel 1987 come ballerino di fila nel musical Anything Goes, a cui seguirono le commedie musicali The Most Happy Fella (1992), Crazy for You (1992), My Favorite Year (1992), Victor/Victoria (1995) e Parade (1998). Nel 1998 Rob Marshall gli affidò il compito di co-coreografare la produzione del musical Kiss of the Spider Woman in scena a Buenos Aires e da allora l'attività di Marshall passò dal lavoro sulle scene a quello dietro le quinte come coreografo e regista. Nel 1998 arriva il grande successo da coreografo quando firma con Sam Mendes un acclamato revival del musical Cabaret, in scena a Broadway con Alan Cumming e Natasha Richardson. Come coreografo ha curato i numeri di danza di musical di successo a Broadway, tra cui Thoroughly Modern Millie (2002), How to Succeed in Business Without Really Trying (2010) ed Evita (2012), ricevendo sei candidature al Tony Award alla miglior coreografia e vincendone uno nel 2002.
L'attività teatrale sulle scene londinesi è stata altrettanto apprezzata ed Ashford ha coroegrafato un acclamato revival di Guys and Dolls (2005) e diretto apprezzati allestimenti di Un tram che si chiama Desiderio e Anna Christie alla Donmar Warehouse. Nel 2015 ha collaborato con Kenneth Branagh nella stagione inaugurale della Kenneth Branagh Theatre Company, co-dirigendo con Branagh Il racconto d'inverno con Judi Dench e The Painkiller.

## Teatrografia

### Coreografo
- Up, Up, and Away - The Songs of Jimmy Webb, Paper Mill Playhouse di Millburn (1999)
- Saturday Night, Second Stage Theatre di New York (2000)
- Tendorloin, City Center Encores! di New York (2000)
- Pippin, Paper Mill Playhouse di Millburn (2000)
- Time and Again, Manhattan Theatre Club di New York (2001)
- A Connecticut Yankee, City Center Encores! di New York (2001)
- Bloomer Girl, City Center Encores! di New York (2001)
- Thoroughly Modern Millie, Marquis Theatre di Broadway (2002)
- The Boys from Syracuse, Roundabout Theatre di Broadway (2002)
- The Thing About Men, Promenade Theatre di New York (2003)
- Thoroughly Modern Millie, Shaftesbury Theatre di Londra (2003)
- Pardon My English, City Center Encores! di New York (2004)
- A Funny Thing Happened on the Way to the Forum, National Theatre di Londra (2004)
- Princess, Norma Terris Theatre di Chester (2004)
- Guys and Dolls, Donmar Warehouse di Londra (2005)
- Doctor Doolittle, tour statunitense (2005)
- The Wedding Singer, Al Hirschfeld Theatre di Broadway (2006)
- Evita, Teatro Adelphi di Londra (2006)
- Candide, Théâtre du Châtelet di Parigi (2006)
- Curtains, Al Hirschfeld Theatre di Broadway (2007)
- Cry Baby, Marquis Theatre di Broadway (2008)
- Candide, London Coliseum di Londra (2008)

- Evita, Minksoff Theatre di Broadway (2012)
- Evita, tour statunitense (2012)
- Frozen, St James Theatre (2018)

### Regista
- Once in a Lifetime, National Theatre di Londra (2005)
- Un tram che si chiama Desiderio, Donmar Warehouse di Londra (2009)
- Merrily We Roll Along, Donmar Warehouse di Londra (2010)
- Shrek The Musical, Theatre Royal Drury Lane di Londra (2011)
- Anna Christie, Donmar Warehouse di Londra (2011)
- La gatta sul tetto che scotta, Richard Rodgers Theatre di Broadway (2013)
- Macbeth, St Peter's Church di Londra e Park Avenue Armory Drill di New York (2013-2014)
- Il racconto d'inverno, Garrick Theatre di Londra (2015)
- The Entertainer, Garrick Theatre di Londra (2015)

### Regista e coreografo
- Parade, Donmar Warehouse di Londra (2007)
- Parade, Mark Taper Theatre di Los Angeles (2009)
- Promises, Promises, Walter Kerr Theatre di Broadway (2010)
- Leap of Faith, Ahmanson Theatre di Los Angeles (2010)
- How to Succeed in Business Without Really Trying, Al Hirschfeld Theatre di Broadway (2011)
- Finding Neverland, Curve Theatre di Leicester (2012)
- Carousel, Lyric Opera Theatre di Chicago (2015)
- A Damsel in Distress, Minerva Theatre di Chichester (2015)